# Rhodacmea filosa
Rhodacme filosa foi uma espécie de gastrópodes da família Ancylidae.
É endémica dos Estados Unidos da América.
Pensava-se que estava extinto, mas foi recentemente redescoberto.